# Казобон, Исаак де
Исаак де Казобон (фр. Isaac de Casaubon, лат. Casaubonus; 18 февраля 1559, Женева — 1 июля 1614, Лондон) — швейцарский филолог, работал также во Франции и Англии.

## Биография
Родился в семье гугенотов, бежавших из Франции от религиозных преследований. С 22-х лет был профессором греческого языка в Женеве. С 1596 преподавал в Монпелье, с 1598 в Париже, а после смерти Генриха IV, по приглашению Якова I переселился в Англию.
Похоронен в Уголке поэтов Вестминстерского аббатства.

## Труды и признание
Он написал: «De satyrica Graecorum poesi et Romanorum satira» (Париж, 1605; с добавлениями Иоганна Якоба Рамбаха, Галле, 1774); «De libertate ecclesiastica» (Женева, 1607); «De rebus sacris et ecclesiasticis. Exercitationes ad Baronii prolegomena in annales» (Лондон, 1614). Его работы касались толкования и объяснения работ Диогена Лаэрция, Аристотеля, Феофраста, Светония, Персия, Полибия, Феокрита, Страбона, Дионисия Галикарнасского и Афинея. Его письма опубликовал Альмеловен (Роттердам, 1709).
Современники (Скалигер и др.) считали его самым образованным человеком в Европе. В комментарии к «Церковным анналам» Цезаря Барония (1614) Казобон опроверг представления ренессансных неоплатоников (М. Фичино, Дж. Бруно) о древности герметических трактатов («Поймандр» и др.).

## Образ в позднейшей культуре
Имя Казобона носит герой романа Умберто Эко «Маятник Фуко».